# Wereldkampioenschappen schaatsen afstanden 2017 - Ploegenachtervolging vrouwen
De ploegenachtervolging vrouwen op de wereldkampioenschappen schaatsen afstanden 2017 vrijdag 10 februari 2017 in het ijsstadion Gangneung Science Oval in Gangneung, Zuid-Korea.
De Nederlandse vrouwen waren de regerend Olympisch en wereldkampioen. Zowel Nederland als Japan wonnen twee van de vier wedstrijden voor de wereldbeker eerder in het seizoen. De Nederlandse vrouwen wonnen opnieuw de wereldtitel in een nieuw Nederlands record met een tijd van 2.55,85 slechts zes honderdste boven het wereldrecord.

## Plaatsing
De regels van de ISU schrijven voor dat maximaal acht ploegen zich plaatsen voor het WK op deze afstand. Geplaatst zijn de beste zes landen van het wereldbekerklassement, aangevuld met twee tijdsnelsten. Achter deze acht landen werd op tijdsbasis nog een reservelijst van drie landen gemaakt.

## Statistieken

### Uitslag
| #      | Land             | Naam                                                         | Tijd           |
| ------ | ---------------- | ------------------------------------------------------------ | -------------- |
| Goud   | Nederland        | Marrit Leenstra Jorien ter Mors Ireen Wüst                   | 2.55,85 NR /BR |
| Zilver | Japan            | Misaki Oshigiri Miho Takagi Nana Takagi                      | 2.56,50        |
| Brons  | Rusland          | Olga Graf Jekaterina Sjichova Natalja Voronina               | 3.00,51        |
| 4      | Duitsland        | Roxanne Dufter Gabriele Hirschbichler Claudia Pechstein      | 3.02,88        |
| 5      | Zuid-Korea       | Kim Bo-reum Ryosuke Tsuchiya No Seon-yeong                   | 3.02,95        |
| 6      | Verenigde Staten | Petra Acker Kelly Gunther Mia Manganello                     | 3.04,01        |
| 7      | Polen            | Katarzyna Bachleda-Curuś Natalia Czerwonka Katarzyna Woźniak | 3.04,16        |
| NF     | Canada           | Ivanie Blondin Brianne Tutt Isabelle Weidemann               | niet gefinisht |

### Loting
| Rit |            |                  |
| --- | ---------- | ---------------- |
| 1   | Zuid-Korea | Canada           |
| 2   | Polen      | Verenigde Staten |
| 3   | Japan      | Nederland        |
| 4   | Duitsland  | Rusland          |

2005 · 
2007 · 
2008 · 
2009 · 
2011 · 
2012 · 
2013 · 
2015 · 
2016 · 
2017 · 
2019 · 
2020 · 
2021 · 
2023 · 
2024 · 
2025